# Alfa-metilfentanil

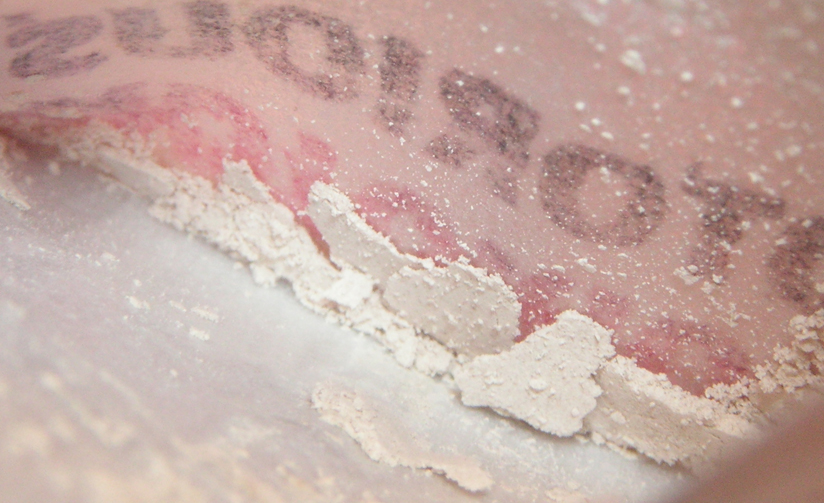
China white

Alfa-metilfentanil, chiamato anche Alfa-Metilfentanile,
α-Methylfentanyl, alpha-Methylfentanyl o noto comunemente come china white è un composto chimico.

## Storia
L'α-metilfentanil venne inizialmente scoperto da un gruppo di ricercatori della Janssen Pharmaceutica negli anni 60. Nella metà degli anni 70 iniziò ad essere mescolato con l'eroina come additivo e tale miscela risultante veniva talvolta chiamata "China White". Fu identificato per la prima volta nei corpi di due vittime di overdose di droga nella Contea di Orange in California nel dicembre 1979; inizialmente sembrava essere dovuta ad un'overdose di oppiacei ma i test eseguiti risultarono negativi. Nel corso del 1980 ci furono altri 13 decessi simili e alla fine la sostanza responsabile venne identificato nel α-metilfentanil.
L'α-metilfentanil è stato inserito nell'elenco della tabella I dell'INCB nel settembre 1981.